# Старобільський професійний ліцей
Старобільський професійний ліцей — був створений як професійно-технічне училище.

## Історія закладу
25 червня 1962 року, в м. Старобільську було відкрито будівельне училище № 15, тресту «Ворошиловград Сільбуд» для підготовки робочих — будівельників: штукатурів, малярів, столярів, мулярів для ПМК північного регіону області.
У травні 1970 року держкомісія прийняла в експлуатацію комплекс будівель училища у кварталі Ватутіна, який був розрахований на 400 учнів, до якого увійшли такі споруди:
- Навчальний корпус;
- навчально-виробничі майстерні;
- їдальня;
- актовий та спортивний зали;
- гуртожиток.

З 1984 року ГПТУ № 93 наказом обласного управління було перейменовано в СПТУ № 93. Випускники стали отримувати не тільки дипломи за професією, а й атестати про повну середню освіту. У 2004 році ліцей було перейменовано в Старобільський професійний ліцей.

## Освітній напрямок
Ліцей є регіональним базовим професійно-технічним навчальним закладом області, з контингентом 344 учні. Він готує кваліфікованих робітників за 9 фаховими напрямками, як будівельного профілю, так і громадського харчування та сфери послуг: муляр, пічник, маляр, штукатур, лицювальник-плиточник, електрогазозварник, кухар-кондитер, перукар-модельєр, манікюрник, оператор комп'ютерного набору, конторський (офісний) службовець (бухгалтерія).
На навчання приймаються випускники шкіл на базі 9 класів з терміном — 2,5–3,5 роки й на базі 11 класів — 1–1,5 року.

## Матеріальна база
Навчальний заклад має достатню матеріальну базу та умови для навчання. Необхідними обладнаннями, механізмами, приладами та інструментами оснащені 17 навчальних кабінетів, з яких 7 професійної підготовки, 8 навчально-виробничих майстерень, 2 навчальні перукарні, 2 комп'ютерних класи, 1 кухня-лабораторія, 2 полігони; їдальня, спортивний зал, стадіон, актова зала.
Працюють гуртки художньої самодіяльності, спортивні секції.
Іногородні забезпечуються гуртожитком.
Готують спеціалістів майстри виробничого навчання, викладачі, із яких 4 — вищої категорії, 7 — І категорії, 3 — II категорії, мають звання та нагороди «Відмінники освіти України» — 2 особи, майстер II категорії - 2 особи, «Викладач-методист» — 3 особи.